# Bigoncia (elmo)

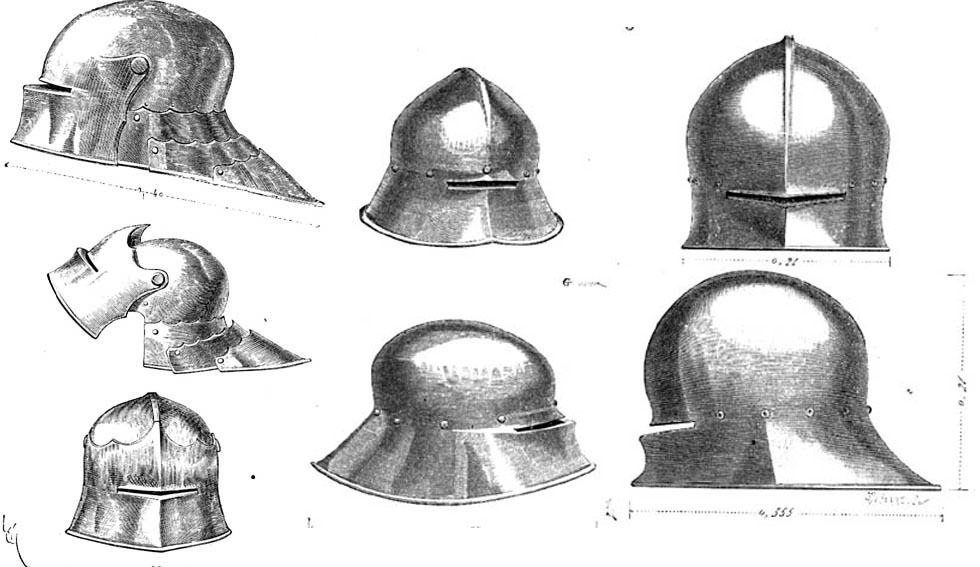
Bigonce francesi - ill. Eugène Viollet-le-Duc (1874)

Bigoncia o celata (Celada in lingua spagnola; Salade in lingua francese; Sallet in lingua inglese; Schaller in lingua tedesca), vocabolo che in lingua italiana designa solitamente una tipologia di secchio in legno usato in viticoltura (v. Bigoncio), è il nome con cui si suole indicare la particolare tipologia di elmo in uso alla cavalleria pesante d'ambito germanico e borgognone nel Tardo Medioevo. Era un casco coprente il cranio, la nuca e la maschera facciale del portatore, a sezione lobata. Privo di accorgimenti difensivi propri per la mandibola e per la gola, necessitava di una mentoniera o di una barbozza.
Nell'insieme, la foggia della bigoncia ricorda molto l'attuale elmetto in dotazione ai Vigili del fuoco.

## Storia
Vi sono due teorie circa la sua origine: come evoluzione del cappello d'arme, e come evoluzione del bacinetto. Il primo era una particolare tipologia di elmo deputato unicamente alla protezione del cranio e non del volto con tesa larga, quasi certo antesignano dell'elmetto moderno, di largo uso in Europa a partire dall'Anno Mille. Il secondo era un elmo chiuso che copriva il cranio fino alla nuca ed era provvisto di visiera a diverse fogge; con esso le prime celate condividevano in tutto la forma, pur essendo prive di visiera. Benché la celata si sia diffusa ampiamente presso i popoli tedeschi ed il centro Europa, alcune teorie vogliono questo elmo originario dell'Italia, dal momento che il termine 'celata' appare per la prima volta nell'inventario delle armi e armature della famiglia Gonzaga nel 1407.

## Costruzione

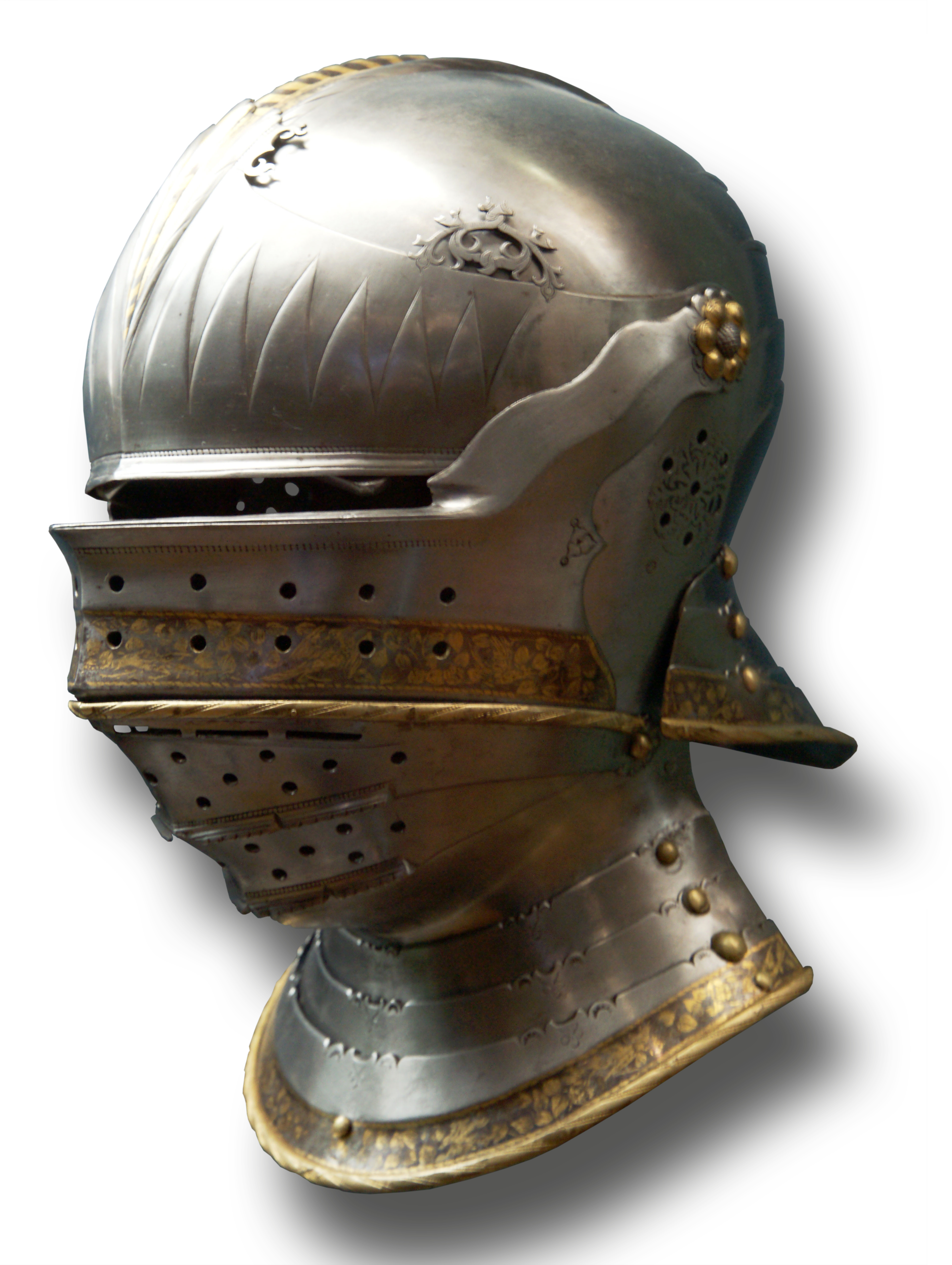
Elmo chiuso "a Bigoncia" - Kunsthistorisches Museum di Vienna.
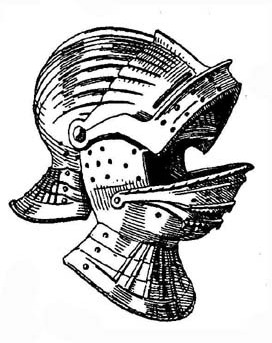
Elmo completo "a Bigoncia" - diagramma del sistema d'apertura - ill. di Wendelin Boeheim (1890)[2].
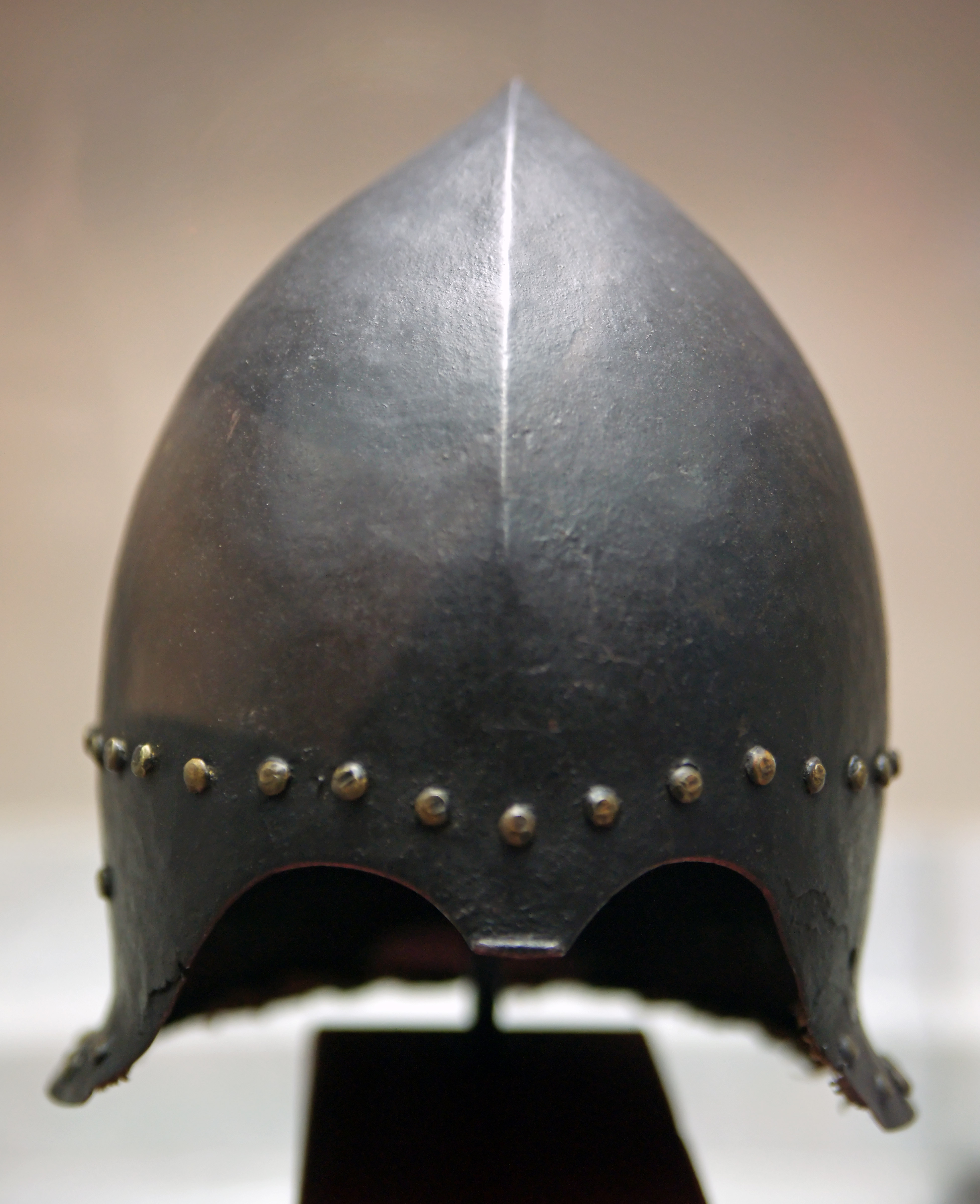
Modello transitorio Barbuta-Bigoncia - Italia settentrionale, ca. 1470.
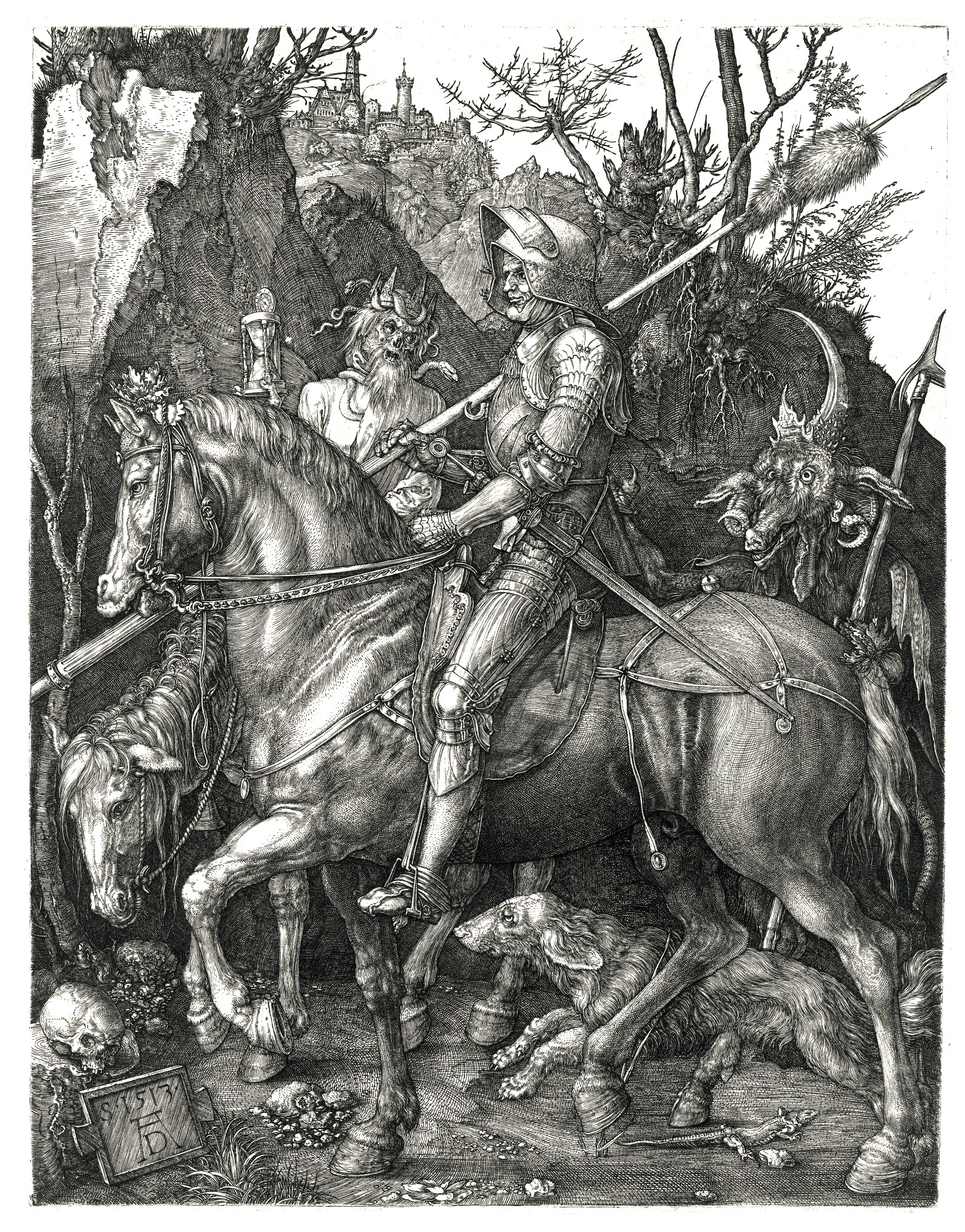
Il cavaliere, la morte e il diavolo - Albrecht Dürer, (1513).